# Sörtjärnen (Fors socken, Jämtland)
Sörtjärnen är en sjö i Ragunda kommun i Jämtland och ingår i Indalsälvens huvudavrinningsområde.